# Hrušta (Mostar, BiH)
Hrušta je naseljeno mjesto u gradu Mostaru, Federacija BiH, BiH.

## Povijest
Do potpisivanja Daytonskog mirovnog sporazuma bilo je dio istoimenog naseljenog mjesta u sastavu općine Nevesinje koja je ušla u sastav Republike Srpske.

## Stanovništvo
Prema popisu iz 2013. godine bilo je bez stanovnika.